# Charles Mathon
Vous lisez un « bon article » labellisé en 2023.
Pour les articles homonymes, voir Mathon.

a Compétitions nationales et continentales officielles uniquement.

b Matchs officiels uniquement.
Charles Mathon, né le 1er décembre 1905 à Oyonnax dans le département de l'Ain et mort assassiné durant la Seconde Guerre mondiale à Druillat le 9 juin 1944, est un joueur de rugby à XV et de rugby à XIII international français dans les années 1920 et 1930.
Enfant d'Oyonnax, c'est naturellement qu'il découvre le rugby et se forme au sein du CS Oyonnax. Il y brille près de dix années au poste de demi de mêlée au côté de son capitaine Georges Ofidan. Il s'installe dans leur charnière avec ce dernier dès ses 17 ans et prend une part active dans le succès du club qu'il mène à intégrer l'élite du Championnat de France de rugby à XV à la fin des années 1920. Il tente une unique saison à l'US Bressane avant de revenir au CS Oyonnax et d'y clore son chapitre au rugby à XV en 1934. Souvent cité dans les présélections, il ne connaît jamais la cape internationale en équipe de France.
Approché par Jean Galia en mars 1934, qui lance le code de rugby à XIII en France, Charles Mathon dénonce l'amateurisme marron qui sévit dans le monde du rugby à XV et auquel il est lui-même confronté. Il décide alors d'intégrer la tournée inaugurale de la sélection française de rugby à XIII en Angleterre nommée « Les Pionniers » et prend part à la première rencontre officielle de l'équipe de France en avril 1934. Il rejoint le club nouvellement créé, l'US Lyon-Villeurbanne, durant deux saisons, dont il prend le capitanat et avec lequel il remporte la Coupe de France en 1935. Il prend sa retraite sportive en 1936.
Durant la Seconde Guerre mondiale, il entre en Résistance et consolide un réseau actif. Il est assassiné en juin 1944 dans des circonstances troubles sur fond de querelles entre groupements de résistants. La ville d'Oyonnax nomme son stade de rugby en sa mémoire, stade Charles-Mathon, à la sortie de la guerre. L'Oyonnax Rugby y évolue encore aujourd'hui.

## Biographie

### Enfance, jeunesse et vedette de rugby à XV au C.S. Oyonnax
Charles Mathon naît à Oyonnax, surnommée la « cité des peignes ». Il est le fils de Charles Mathon (1879-?), ouvrier dans la fabrication de peignes, et de Marie Morel (1883-1935), femme au foyer. Il se marie une première fois le 12 août 1926 avec Gabrielle Alliata (1907-1928), employée de commerce, puis une seconde fois le 28 avril 1932 avec Marcelle Besson (1910-1995), également employée de commerce.

#### 1923-1930: Charles Mathon fait sa carrière en XV au CS Oyonnax qu'il emmène en Championnat de France et est tout proche de l'équipe de France
Charles Mathon grandit dans la ville d'Oyonnax et s'adonne dès son plus jeune âge au rugby à XV. Il intègre ainsi le club phare de la ville : les diables rouges du CS Oyonnax,,. Il fait ses débuts à ses dix-sept ans au poste de demi de mêlée à la suite de la blessure de Gilbert Augon, l'habituel titulaire de ce poste. Ses débuts sont prometteurs et Mathon devient rapidement titulaire au sein de ce club, le club est alors plutôt côté dans le Championnat du Lyonnais avec le CS Vienne. Il compose dès l'année 1923-1924 la charnière de cette équipe avec son capitaine et demi d'ouverture Georges Orfidan. Le CS Oyonnax dans ces années bataille en poule de promotion pour intégrer le Championnat de France.
Lors de la saison 1924-1925, avant de fêter ses vingt ans, il prend le capitanat du CS Oyonnax à G. Orfidan et organise désormais le jeu autour de lui avec succès malgré la non-qualification pour disputer le Championnat de France. Il fait cette année-là ses débuts dans des sélections ponctuelles, l'une nommée sélection du Haut-Jura regroupant les meilleurs joueurs du FC Saint-Claude, du CS Vienne dont Jean Etcheberry et du CS Oyonnax, pour affronter le club anglais de l'université de Cambridge.
L'année suivante, en mars 1926, il est appelé pour intégrer l'équipe de l'armée française alors qu'il effectue son service au sein du 47e régiment d'artillerie, il y croise à cette occasion Joseph Pascot, Yves du Manoir et Raoul Bonamy et fait une partie remarquée par les observateurs malgré la défaite face à leurs homologues anglais. En mai 1926, il effectue la tournée de l'équipe de l'armée française en Roumanie où il se distingue également et est cité comme l'un des meilleurs joueurs. Il intègre également la sélection du Lyonnais dans des rencontres de fin de saison composée des meilleurs joueurs de Saint-Claude, du CS Bourgoin-Jallieu, du Lyon O.U., de Vienne et du FC Lyon, dont le capitaine est J. Etcheberry. À la suite de ces rencontres, C. Mathon est sollicité par de nombreux clubs pour les rejoindre, en premier lieu le club parisien du Stade français qui a engagé des discussions avec le joueur mais sans suite, ainsi que le Stade dijonnais.
L'entame de la saison 1926-1927 confirme l'efficacité et l'attraction de la charnière d'Oyonnax composé de C. Mathon et G. Orfidan qui constitue l'âme de cette équipe,. Le club multiplie désormais les coups d'éclats dans le championnat du Lyonnais et devient un adversaire de plus en plus coriace et par deux fois est finaliste du Championnat du Lyonnais en 1926 et 1927 contre le Lyon O.U.,. Il garde sa qualité d'international militaire en 1927 et fait désormais partie de l'équipe de l'aviation de Longvic dans l'armée de l'air, ainsi que de l'armée française à laquelle il décline la sélection à la suite du décès de son fils.
La saison 1927-1928 amène plus d'espoirs pour le CS Oyonnax dont ses jeunes joueurs formés par le club arrivent petit à petit à maturité. C. Mathon en est la tête de proue et malgré ces qualités certaines dont fait écho la presse, il est ignoré par les sélectionneurs de l'équipe de France. Le club échoue de peu chaque saison pour une promotion en Championnat de France malgré des victoires probantes. C. Mathon pointe alors du doigt des décisions arbitrales, notamment à l'égard des clubs lyonnais, qui lui valent une suspension de six mois en février 1928 par le comité du Lyonnais mettant un terme aux ambitions d'Oyonnax en cette fin de saison.

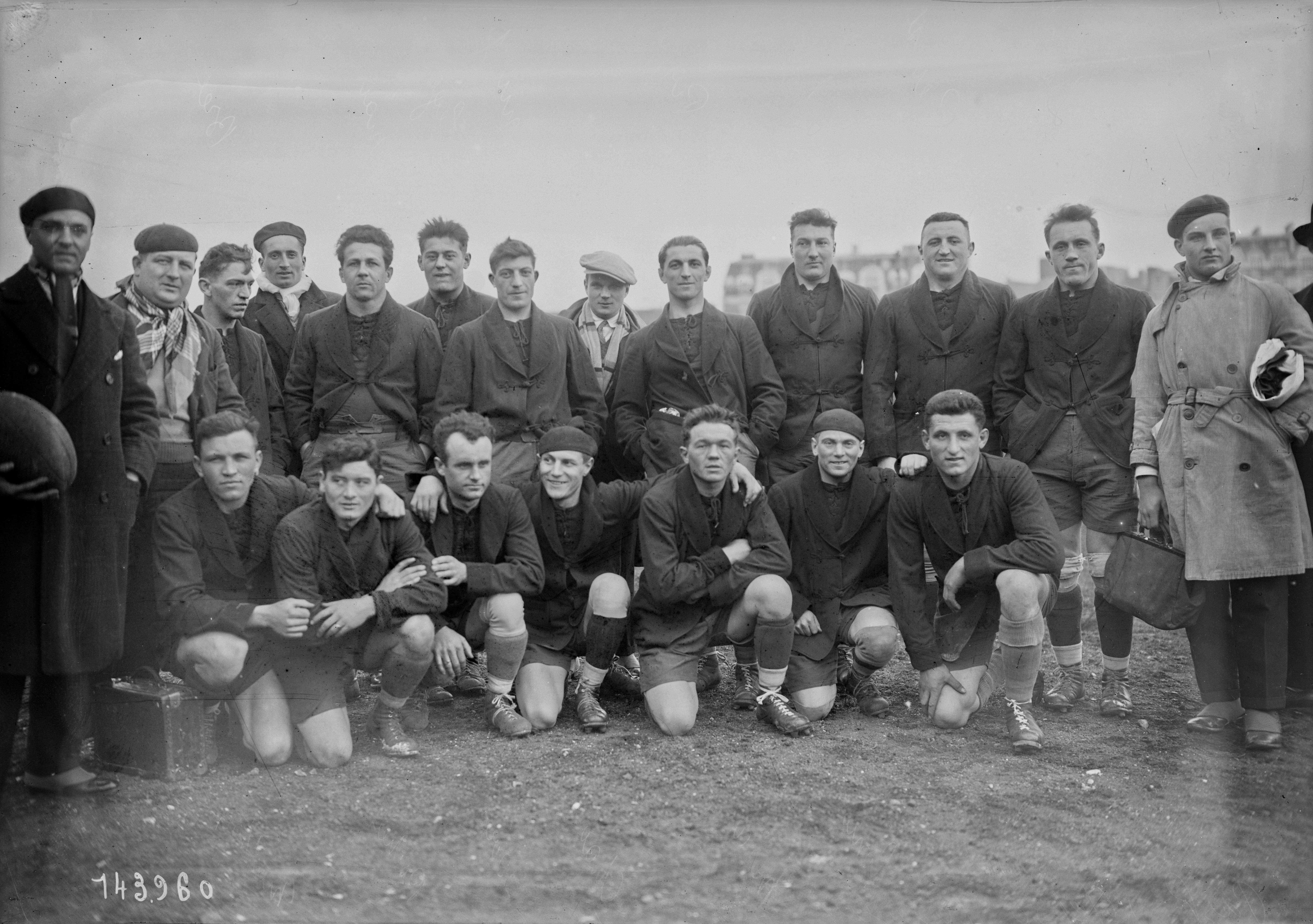
Équipe du CS Oyonnax en 1930. Charles Mathon est le premier assis à gauche.

Il retrouve le chemin des pelouses à la rentrée de septembre 1928 et reste une référence citée au poste de demi de mêlée sur le plan national tout comme lors de la saison 1929-1930 quand le CS Oyonnax parvient enfin à dominer le Championnat du Lyonnais grâce à un alignement de performances et un C. Mathon régulièrement cité comme le meilleur joueur des rencontres. Il retrouve également la sélection du Lyonnais où il est également cité comme l'un des meilleurs joueurs en se montrant à l'initiative de nombreuses attaques, et est enfin appelé en fin d'année 1929 en sélection nationale pour disputer des rencontres amicales et se positionner comme un possible « international ». Le club d'Oyonnax monte cette saison-là en puissance en ce début d'année 1930 et réussit des performances remarquées par la presse, avec une charnière C. Mathon-G. Orfidan expérimentée. Ainsi, le CS Oyonnax se qualifie pour la poule de neuf du Championnat de France, une première pour C. Mathon, et affronte de grands clubs habitués des joutes nationales : le CA Périgueux, le RC Toulon, le Stade toulousain et le Stade français, mais seuls les trois derniers nommés parviennent à se qualifier pour le tour suivant.

#### 1930-1931: petit intermède à l'US Bressane
1930-1931 est la saison choisie par C. Mathon pour quitter le CS Oyonnax et rejoindre l'US Bressane de Bourg-en-Bresse qui dispute également le Championnat du Lyonnais. Il conserve sa place au sein de la sélection du Lyonnais dont il est l'un des éléments-clés dans la victoire de cette sélection en Coupe des Maoris. Il accompagne le club en Championnat de France, éliminé en poule des cinq par le SU Agen, l'US Dax et le CS Vienne.

#### 1931-1934: Charles Mathon retourne au CS Oyonnax et effleure de nouveau l'équipe de France

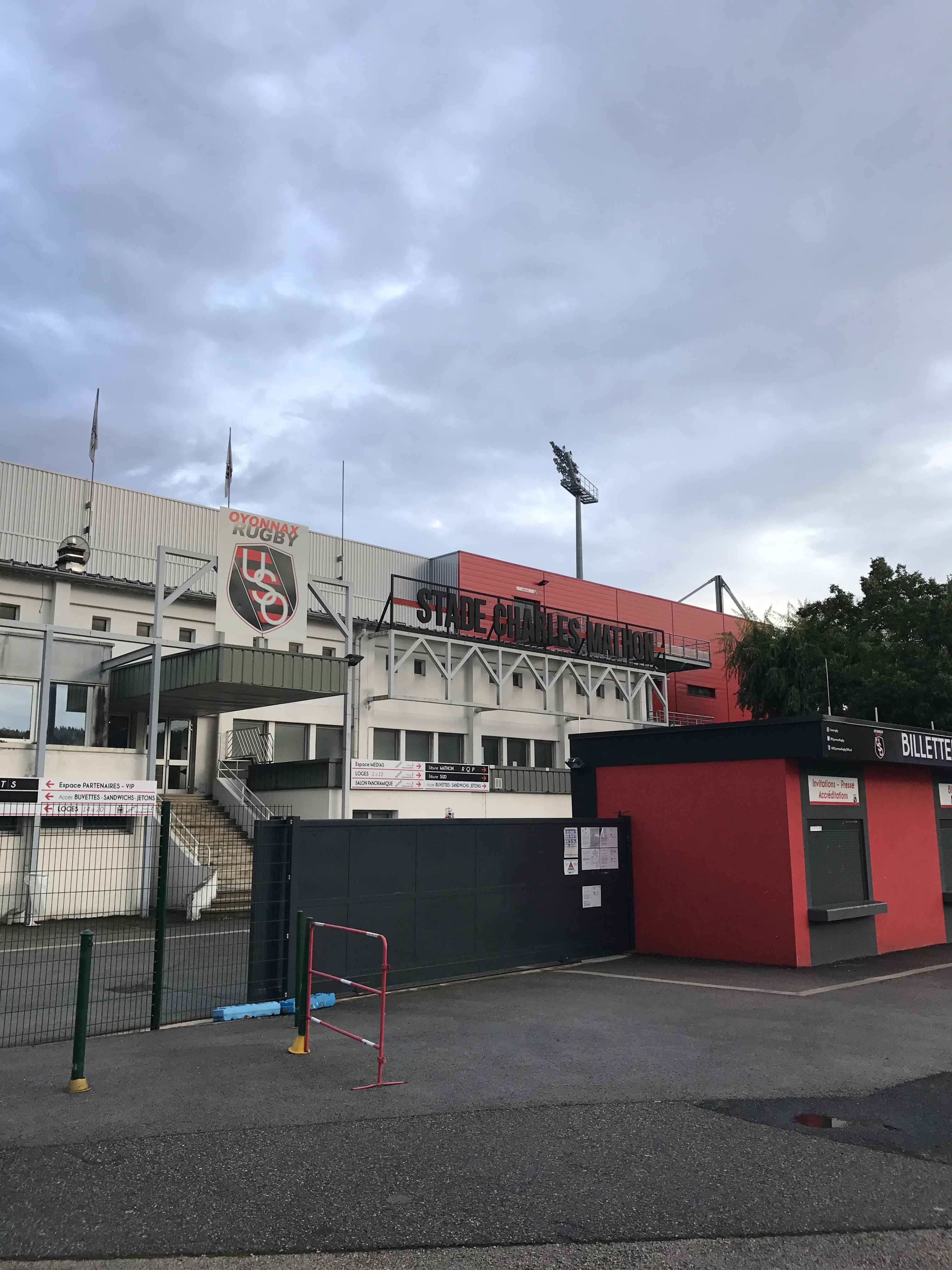
Le stade dans lequel Charles Mathon a joué plus de dix ans à Oyonnax porte son nom : le stade Charles-Mathon.

Charles Mathon retourne au CS Oyonnax, qui retrouve donc son capitaine en octobre 1931 après une année à Bourg-en-Bresse. La Fédération française de rugby à XV subit une fracture en son sein avec la constitution de l'Union française de rugby amateur, bouleversant la sélection nationale. En décembre 1931, C. Mathon est appelé en équipe de France pour déterminer les titulaires pour cette année 1932 lors d'un match de sélection à Clermont-Ferrand. Les sélectionneurs décident de le tester au poste de talonneur auquel il n'avait jamais exercé de sa carrière. Après une partie de cette rencontre à ce poste où il semble égaré, il est repositionné au poste de demi d'ouverture avec plus de succès. Lors du match suivant, à Brive, il est alors mis d'entrée en demi d'ouverture et côtoie sur le terrain Max Rousié, Jean Galia, Marius Guiral et Joseph Choy. Les sélectionneurs décident finalement que Mathon ne sera pas en charnière, occupée par le duo Rousié-Édouard Coulon, mais remplaçant en cas de désistement de l'un des deux ; il dispute toutefois une rencontre du XV de France face au RC Toulon en janvier 1932 mais au poste de troisième ligne aile. Avec Oyonnax, il réalise une saison plutôt réussie, personnellement avec lequel il s'impose notamment contre son ancien club l'US Bressane et est présenté comme « l'âme de cette équipe ». Il prend part au Championnat de France où le club est éliminé en poule de cinq face à l'US Thuir, l'US Quillan, le Racing CF et le FC Oloron. Côté équipe de France, Max Rousié est titulaire au côté d'Antonin Barbazanges le 17 avril 1932 contre l'Allemagne, laissant C. Mathon sur le banc.
En 1932-1933, le CS Oyonnax est présenté désormais comme l'« équipe de Mathon » et ce dernier continue d'être souvent cité comme meilleur joueur à l'occasion des rencontres. Blessé en fin d'année 1932, il ne peut être présent pour les matchs de sélection en équipe de France. En club, le CS Oyonnax ne parvient pas à se qualifier pour le Championnat de France, éliminé au stade de la division d'excellence, antichambre de la première division.
En 1933-1934, Charles Mathon effectue, sans le savoir, sa dernière saison au CS Oyonnax. En début de saison, ils réalisent la performance de battre le champion en titre, le Lyon O.U. dans une rencontre voyant de nombreux joueurs absents et C. Mathon réalise des matchs pleins,. Non appelé en match de sélection en équipe de France cette saison-là, il garde toutefois la confiance du comité du Lyonnais puisqu'il dispute en février un match du Lyonnais contre le quinze de France, associé à Genevet en charnière où C. Mathon aura le commandement de l'équipe. Celle-ci est battue 12-7 par l'équipe de France. Il s'agit de son dernier match de rugby à XV.

### 1934-1936: fin du chapitre rugby à XV et Pionnier du rugby à XIII en France

#### Départ avec fracas au rugby à XIII en mars 1934
En mars 1934, le banni de la Fédération française de rugby à XV, Jean Galia, décide de monter la première équipe de rugby à XIII en France en lien avec la Fédération anglaise de rugby à XIII et d'y effectuer une tournée. Dans cette entreprise, il contacte de nombreux joueurs bannis ou en délicatesse avec le système du rugby à XV en raison de l'amateurisme marron. Charles Mathon, ayant connu de nombreux démarchages de clubs huppés tels que le Stade français au cours de sa carrière, entend et partage ces mêmes arguments autour de cette hypocrisie générale. Il se laisse convaincre par Galia venu à l’orée de cette tournée britannique sur le Lyonnais pour le voir ainsi que Laurent Lambert. C. Mathon rejoint cette équipe, alors nommée « Les Pionniers », et dénonce dans la presse les pratiques dans le rugby à XV français. Jamais sélectionné par l'équipe de France, le comité de sélection s'était même permis de le faire jouer talonneur ou pilier dans des rencontres de sélection alors que son talent en demi de mêlée n'était plus à démontrer selon la presse. C. Mathon fait alors état dans la presse de nombreuses propositions par des clubs lyonnais, dont le double-champion de France 1932 et 1933, le Lyon O.U., qui pour le faire venir jouer n'ont pas hésité à lui proposer des avances financières importantes et des emplois, accusations aussitôt démenties par le club cité qui justifie son succès récent par le recrutement de nombreux joueurs du Sud et des environs.

#### Tournée des Pionniers et début en rugby à XIII

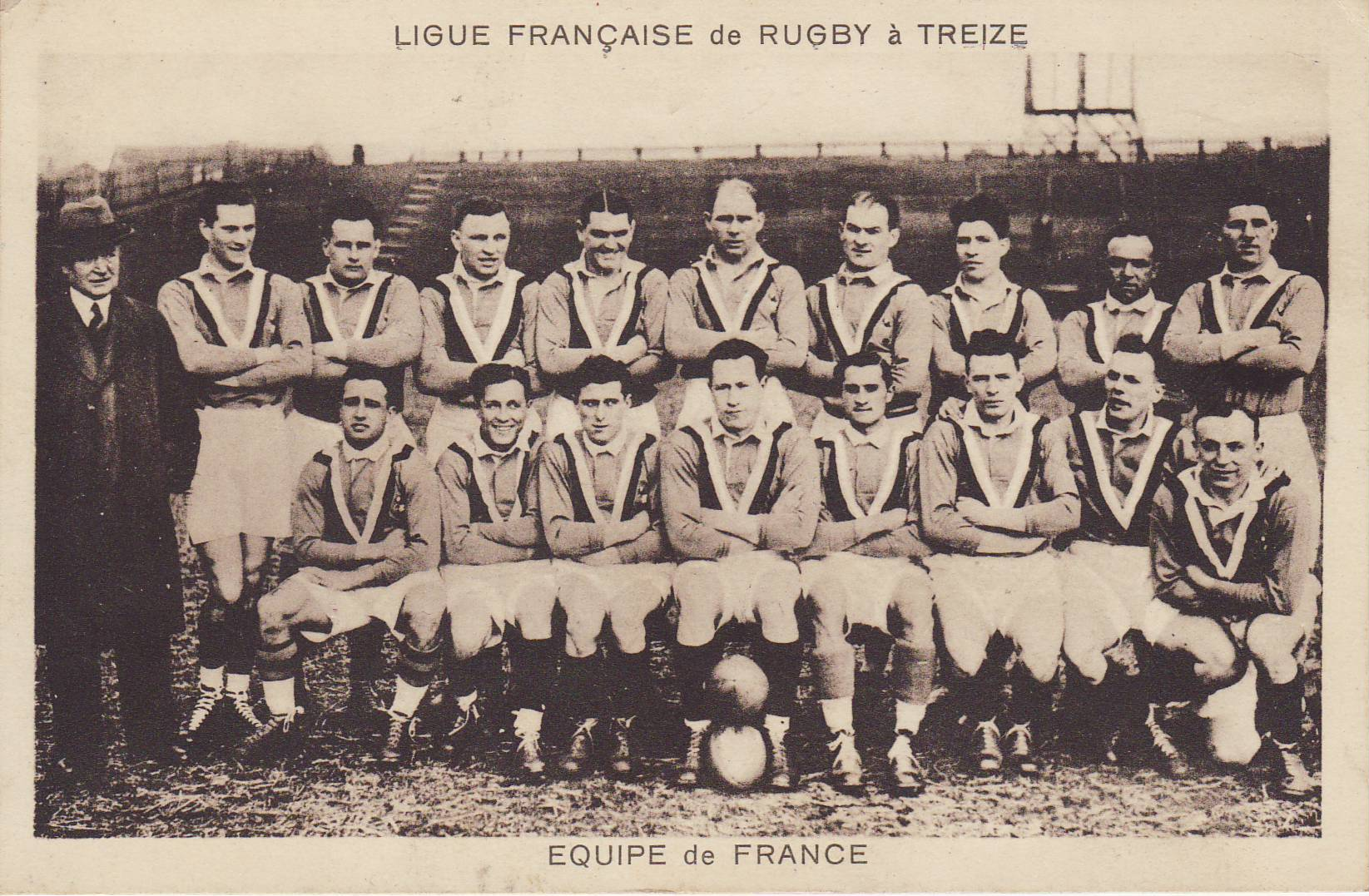
Les Pionniers, première manifestation française du rugby à XIII.

Du 10 au 26 mars 1934, cette sélection française, nommée « Les Pionniers », et emmenée par Jean Galia effectue une tournée en Angleterre pour y disputer six rencontres contre des équipes anglaises devant un public compris entre 6 000 et 11 000 spectateurs. Cet évènement donne le coup d'envoi de l'intégration du rugby à XIII en France à laquelle prend donc part Charles Mathon, ce dernier marquant même un essai contre la sélection britannique. Au retour de cette tournée, la première rencontre officielle de l'équipe de France de rugby à XIII opposée à l'Angleterre est organisée le 15 avril 1934 au stade Buffalo. À la vue de ses prestations lors de cette tournée, J. Galia place C. Mathon en charnière aux côtés de Joseph Carrère. Malgré une bonne prestation française, C. Mathon étant qualifié d'excellent par la presse, la France est défaite 32-21,. Cette rencontre de rugby à XIII conquiert le public et la presse, venus nombreux. Il prend part ensuite aux matchs dits « de propagande » à travers la France où son entente avec J. Carrère est fluide.

#### Charles Mathon prend part à la création de l'US Lyon-Villeurbanne qui remporte la Coupe de France lors de sa saison inaugurale
Composition de l'US Lyon-Villeurbanne  :
Durant l'été 1934, le club de l'US Lyon-Villeurbanne, dont le président d'honneur est le maire de Villeurbanne, est créé et reçoit son affiliation officielle de la Ligue française de rugby à XIII nouvellement créée. Plusieurs noms de joueurs sont cités, dont le premier est C. Mathon, aux côtés d'Henri Marty et Paul Piany, suivis plus tard de Robert Samatan, René Barnoud et Gustave Genevet. Par la qualité de leur groupe, l'US Lyon-Villeurbanne, surnommé « les hommes de Mathon », devient rapidement une des meilleures équipes du Championnat de France de rugby à XIII créé cette année-là. En fin d'année 1934, il est convoqué pour des matchs de sélection mais la concurrence est rude entre les différents postulants en charnière avec J. Carrère, Max Rousié et Pierre Germineau. Il n'est pas convié à la rencontre contre le pays de Galles du 1er janvier 1935 ni contre l'Angleterre le 28 mars 1935 dans le cadre de la Coupe d'Europe des nations 1935. En club, l'US Lyon-Villeurbanne termine à une encourageante troisième place pour sa première saison d'existence et effectue un parcours sans faute en Coupe de France. Il bat le RC Roanne 13-0 en quart-de-finale puis s'impose face au leader du Championnat, le S.A. Villeneuve de M. Rousié 13-12, en demi-finale à Bordeaux. Charles Mathon est régulièrement cité comme meilleur joueur des rencontres auxquelles il prend part. L'US Lyon-Villeurbanne se qualifie ainsi pour la première finale de Coupe de France et est opposé au redoutable XIII Catalan. La finale est disputée dans des conditions météorologiques déplorables, avec un déluge de pluie. Le XIII Catalan mène 7-0 avant que C. Mathon marque un essai pour les siens. Puis l'US Lyon-Villeurbanne donne du relief au score pour remporter le premier trophée de son histoire, s'adjugeant la Coupe de France 22-7,.

#### 1935-1936: dernière saison sportive de Charles Mathon
En 1935-1936, Charles Mathon rempile pour une nouvelle saison à l'US Lyon-Villeurbanne, toujours au poste de demi de mêlée et capitaine, au sein d'une équipe renforcée par l'arrivée de Charles Petit. Le club est régulier en Championnat de France et occupe la tête de leur groupe B aux côtés du RC Roanne début février 1936 mais la fatigue gagne les joueurs, fatigue dénoncée par C. Mathon, qui blâme les joueurs pour leur manque de sérieux. Début mars, Mathon, blessé, ne peut pas prendre part au quart de finale de la Coupe de France dont le club est tenant du titre. Son absence, combinée à celle de Laurent Lambert provoque l'élimination du club d'entrée par la Côte basque XIII 6-5. En Championnat, les « hommes à Mathon » se qualifient pour les quarts de finales, affrontant dans un match revanche la Côte basque. En sens unique, à Bordeaux, l'US Lyon-Villeurbanne ne laisse aucune chance aux Basques et s'impose 28-2, grâce notamment à un essai de Charles Mathon. Ce succès redonne confiance à Mathon qui déclare alors : « Nous avons gagné la Coupe de France la saison passée. Pourquoi ne remporterions-pas le Championnat, maintenant ? ». Dans cette demi-finale au stade Buffalo de Montrouge, Charles Mathon et son club affrontent Bordeaux XIII. Il marque au cours de la rencontre un essai permettant aux siens de mener 5-3, mais dans les dernières minutes du match un essai du camp bordelais, inscrit par Marcel Villafranca, permet à Bordeaux de l'emporter 6-5. Après cette saison, mi-avril, Lyon participe à des rencontres d'exhibition telles celle contre une sélection anglaise, qui bat Lyon 26-12. Charles Mathon clôt sa carrière sportive sur cette rencontre.
Charles Mathon reste ensuite à Lyon, entraînant un temps en 1937, le club de rugby à XV du FC Lyon, et travaille comme garagiste dans la ville.

### Entrée en Résistance et assassinat
Durant la Seconde Guerre mondiale, Charles Mathon entre dans la Résistance via le réseau « Sport libre », intégré aux Forces unies de la jeunesse patriotique, dont il est le responsable dans la zone sud,,,. Ce réseau est l’unique structure sportive d'où émanent les résistants.
Le 9 juin 1944, alors que Charles Mathon circule à bicyclette près de Pont-d'Ain sur la route du Bourg, dans la commune de Druillat, dans l'Ain, il est arrêté, puis abattu par des rafales de mitrailleuse,,. Il meurt sur le coup. L'origine de cette embuscade n'a jamais pu être déterminée et certaines zones d'ombre demeurent, la rumeur la plus avancée étant celle d'un groupe de maquisards agissant d'après une dénonciation calomnieuse de M. Chanel, qui l'aurait désigné comme agent de la Gestapo,, l'autre étant celle d'une action organisée par la Milice sur ordre de la Gestapo. Au lendemain de la Libération, le Comité départemental de libération réhabilite la mémoire de C. Mathon. Cet assassinat mène à un procès où sont accusés Chanel et Jo Marin, mais compte tenu de leurs états de service dans la résistance, ils sont acquittés fin novembre 1945. Deux ans après, en juin 1946, une plaque commémorative est posée à l'endroit du drame en la présence d'Henri Bourbon, député de l'Ain.
En hommage à cet ancien joueur du CS Oyonnax et résistant durant la Seconde Guerre mondiale, le stade de rugby d'Oyonnax porte son nom depuis le 15 juin 1958 ; le stade Charles-Mathon où évolue aujourd'hui l'Oyonnax rugby.

## Palmarès

### Rugby à XV

#### Statistiques en club
| Saison  | Saison      | Championnat                       | Championnat   | Sélection | Sélection | Sélection | Sélection | Sélection | Sélection | Sélection |
| Saison  | Saison      | Comp.                             | Class.        | Comp.     | M         | Pts       | Ess.      | Buts      | Dp.       |           |
| ------- | ----------- | --------------------------------- | ------------- | --------- | --------- | --------- | --------- | --------- | --------- | --------- |
| 1923-24 | CS Oyonnax  | Championnat de France de 2e série |               |           |           |           |           |           |           |           |
| 1924-25 | CS Oyonnax  | Championnat de France de 2e série |               |           |           |           |           |           |           |           |
| 1925-26 | CS Oyonnax  | Championnat de France de 2e série |               |           |           |           |           |           |           |           |
| 1926-27 | CS Oyonnax  | Championnat de France de 2e série |               |           |           |           |           |           |           |           |
| 1927-28 | CS Oyonnax  | Championnat de France de 2e série |               |           |           |           |           |           |           |           |
| 1928-29 | CS Oyonnax  | Championnat de France de 2e série |               |           |           |           |           |           |           |           |
| 1929-30 | CS Oyonnax  | Championnat de France             | Poule de cinq |           |           |           |           |           |           |           |
| 1930-31 | US Bressane | Championnat de France             | Poule de cinq |           |           |           |           |           |           |           |
| 1931-32 | CS Oyonnax  | Championnat de France de 2e série |               |           |           |           |           |           |           |           |
| 1932-33 | CS Oyonnax  | Championnat de France             | Poule de neuf |           |           |           |           |           |           |           |
| 1933-34 | CS Oyonnax  | Championnat de France             | Poule de neuf |           |           |           |           |           |           |           |

### Rugby à XIII
- Collectif :
  - Vainqueur de la Coupe de France : 1935 (Lyon-Villeurbanne)[S 3].

#### Détails en sélection
| 1. | 15 avril 1934 | Angleterre | 21-32 | Test-match | Demi d'ouverture | - | - | - | - |

#### Statistiques en club
| Saison  | Saison               | Championnat           | Championnat | Coupe           | Coupe      | Sélection | Sélection | Sélection | Sélection | Sélection | Sélection | Sélection |
| Saison  | Saison               | Comp.                 | Class.      | Comp.           | Class.     | Comp.     | M         | Pts       | Ess.      | Buts      | Dp.       |           |
| ------- | -------------------- | --------------------- | ----------- | --------------- | ---------- | --------- | --------- | --------- | --------- | --------- | --------- | --------- |
| 1934-35 | US Lyon-Villeurbanne | Championnat de France | 3e          | Coupe de France | Vainqueur  |           | 1         | 0         | 0         | 0         | 0         |           |
| 1935-36 | US Lyon-Villeurbanne | Championnat de France | 1/2 finale  | Coupe de France | 1/4 finale |           |           |           |           |           |           |           |